# Дуневский сельский совет
Дуневский сельский совет (укр. Дунівська сільська рада) — входит в состав
Залещицкого района
Тернопольской области
Украины.
Административный центр сельского совета находится в 
с. Дунев.

## Населённые пункты совета
- с. Дунев
- с. Выгода
- с. Щитовцы